# Alternariaster helianthi
Alternariaster helianthi är en svampart som först beskrevs av Clifford George Hansford, och fick sitt nu gällande namn av E.G. Simmons 2007. Alternariaster helianthi ingår i släktet Alternariaster och familjen Pleosporaceae.   Inga underarter finns listade i Catalogue of Life.